# Charles Plumier

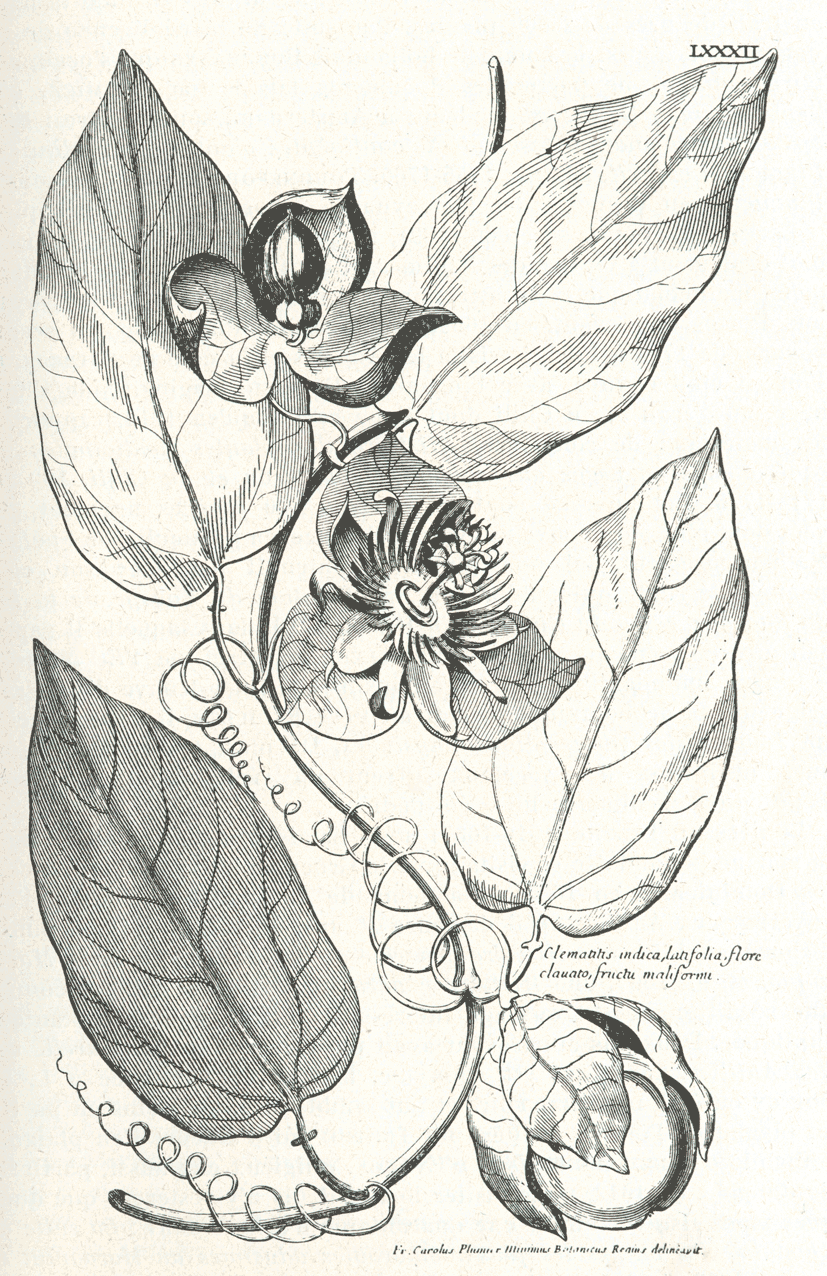
Clematitis indica latifolia

Charles Plumier, Karol Plumier (ur. 20 kwietnia 1646 w Marsylii, zm. 20 listopada 1704 w El Puerto de Santa María) – zakonnik minimita, francuski botanik i podróżnik.

## Życiorys
Był synem Jeana Roussela Plumiera i Madeleine. W 1652 roku wstąpił do klasztoru minimitów. W Tulonie uczył się geometrii, fizyki; budował przyrządy optyczne, rysował i malował. Został wysłany do francuskiego klasztoru Trinità dei Monti w Rzymie i podjął studia botaniczne pod kierunkiem o. Philippe’a Sergeanta, a później cystersa Paola Boccone. Po powrocie do Francji (Bormes) wspólnie z J. P. Tournefortem badał wybrzeża Prowansji i Langwedocji.
W 1689 roku, na zlecenie rządu, wykonywał badania na francuskich Antylach. Król Ludwik XIV mianował go królewskim botanikiem w 1693, po czym Plumier odbył kolejne dwie podróże badawcze do Ameryki Południowej (1693 i 1695) w poszukiwaniu drzewa chinowca. Druga wyprawa przyniosła odkrycie 924 nowych gatunków roślin oraz dowody na przynależność czerwców do świata zwierząt. Wyniki swoich badań Plumier publikował w Journal des Savants. W trakcie trzeciej podróży prowadził badania na Gwadelupie, Martynice, Santo Domingo i w Brazylii. Każda z wypraw owocowała publikacjami. Po ostatniej opisał 106 nowych gatunków roślin, w tym wanilię, której nadał nazwę łacińską Vanilla. Do czwartej, planowanej wyprawy nie doszło, ponieważ zmarł na zapalenie płuc. Został pochowany w klasztorze w pobliżu Kadyksu.

## Dokonania
Jako pierwszy nadał roślinom nazwy pochodzące od nazwisk wybitnych osobistości: fuksja (Fuchsia) od Leonharta Fuchsa (1501-1566), lobelia zwisająca (Lobelia pendula) od Matthiasa de l’Obela (1538-1616), magnolia od Pierre’a Magnola (1637-1715), kluzja od Karola Kluzjusza (1526-1609), a begonia od Michela Bégona.
Jego ilustracje ryb z Martyniki były wykorzystywane przez Bernarda de Lacépeda (1756-1825) i Marcusa Blocha (1723-1799).
Pozostawił 6 tys. rysunków, w tym 4 tys. roślin, 31 rękopisów opisujących ponad 4,3 tys. roślin i zwierząt (ptaki, ryby, kraby i małże) oraz bogate herbarium.
Standardową skróconą formą autora, używaną do wskazania przy cytowaniu nazw botanicznych, jest Plum..

## Dzieła
- Description des plantes de l'Amérique (Paryż, 1693)[3]
- L'Art de tourner (Lyon, 1701)
- Nova plantarum Americanarum genera (Paryż, 1703)[4]
- Traite de fougères de l'Amerique (Paryż, 1705)[5]

## Znaczenie
Charles Plumier był największym odkrywcą w dziedzinie botaniki w XVIII wieku, specjalizującym się zwłaszcza we florze Ameryki Środkowej i Antyli. Na jego cześć, Karol Linneusz i Joseph Pitton de Tournefort nadali nazwę Plumeria rodzajowi roślin z rodziny toinowatych.
W Marsylii i Rochefort są ulice jego imienia.